# Cantó de Saint-Denis-Nord-Oest
El cantó de Saint-Denis-Nord-Oest és un antic cantó francès del departament de Sena Saint-Denis, que estava situat al districte de Saint-Denis. Comptava amb part del municipi de Saint-Denis.
Va desaparèixer al 2015 i el seu territori es va dividir entre el Cantó de Saint-Denis-1 i el Cantó de Saint-Denis-2.
| Data d'elecció                           | Identitat                | Partit | Qualitat |
| ---------------------------------------- | ------------------------ | ------ | -------- |
| 1967-1973                                | Pierrette Petitot        | PCF    |          |
| 1973-1998                                | Michèle Mitolo           | PCF    |          |
| 1998-2004                                | Claudie Gillot-Dumoutier | PCF    |          |
| 2004-                                    | Florence Haye            | PCF    |          |
| les dades anteriors no són pas conegudes |                          |        |          |
|                                          |                          |        |          |

| A partir de 1990 població sense dobles comptes |